# 647 v.Chr.

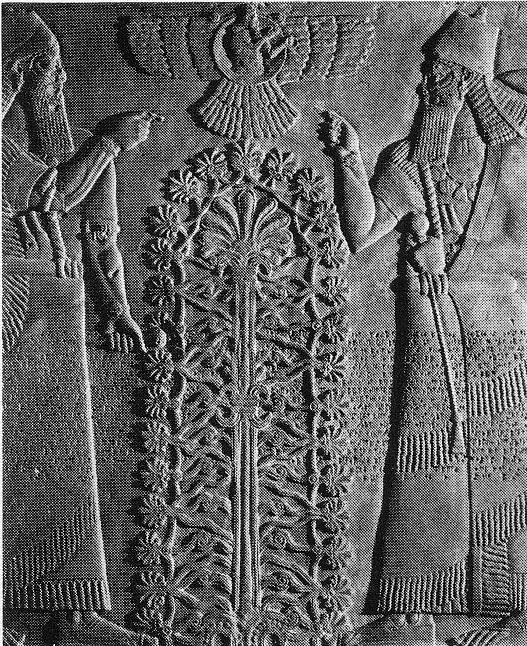
De Levensboom van de Assyriërs met Marduk

Het jaar 647 v.Chr. is een jaartal volgens de christelijke jaartelling.

## Gebeurtenissen

### Assyrische Rijk
- De Elamitische stad Susa (huidige Iran) wordt vernietigd door koning Assurbanipal.
- 28 maart - Kandalanu (647 - 627 v.Chr.) wordt koning van Babylonië.

### Palestina
- Koning Manasse van Juda laat alle offerplaatsen ombouwen voor de god Marduk.

## Geboren
- Josia, koning van Juda